# Народный театр (Осло)
Народный театр (норв. Folketeateret) — театр в Осло, столице Норвегии. Его здание использовалось как кинотеатр и как оперный театр. Его вместимость составляет 1400 зрителей.

## История
Народный театр функционировал по своему прямому назначению с 1952 по 1959 год, но у учреждения имелась гораздо более долгая история. Успешный опыт существования Народного театра (нем. Volksbühne) в Берлине послужил источником вдохновения для создания схожих организаций по интересам в Бергене и Осло в 1928 и 1929 годах. Появилась идея создания качественного театра для рабочего класса. Решение о строительстве Народного театра в Осло было принято в 1929 году, его архитекторами стали Кристиан Моргенстьерне (1880—1967) и Арне Эйде (1881—1957). Здание открылось в 1935 году, по финансовым причинам театр заработал не сразу, а кинотеатр функционировал с самого открытия.
Первая театральная постановка состоялась в нём в 1952 году. Ханс Якоб Нильсен (1897—1957) был его театральным режиссёром с 1952 по 1955 год, его сменил Йенс Гандерссен (1912—1969), занимавший этот пост с 1955 по 1959 год. В 1959 году плачевное финансовое состояние театра сделало невозможным дальнейшую его деятельность в качестве независимого театра. Он был объединён с Новым театром (норв. Det Nye Teater), образовав Новый театр Осло (норв. Oslo Nye Teater), который работал в здании Народного театра. С 1959 по 2008 год театр делил здание с Норвежской национальной оперой.
Сценическая продюсерская компания «Scenekvelder» в 2010-е годы начала активно заниматься постановками в театре. В 2013 году на его сцене был поставлен мюзикл «Энни», в 2014 — «Билли Эллиот», в 2015 — «Мэри Поппинс», в 2016 — «Поющие под дождём», в 2017 — «Отверженные», а осенью 2018 года «Scenekvelder» приступила к постановке на сцене Народного театра «Призрака оперы» режиссёра Стивена Барлоу
.

## Дополнительные источники
- Næss, Trine Mellomkrigstidens teater i den norske hovedstaden (Solum. 1994) ISBN 978-82-560-0947-3
- Nilsen, Sidsel Marie Helst mot urolig vær: Teatermannen Hans Jacob Nilsen (Aschehoug. 1997) ISBN 978-82-03-22229-0